# Naama Goren-Inbar

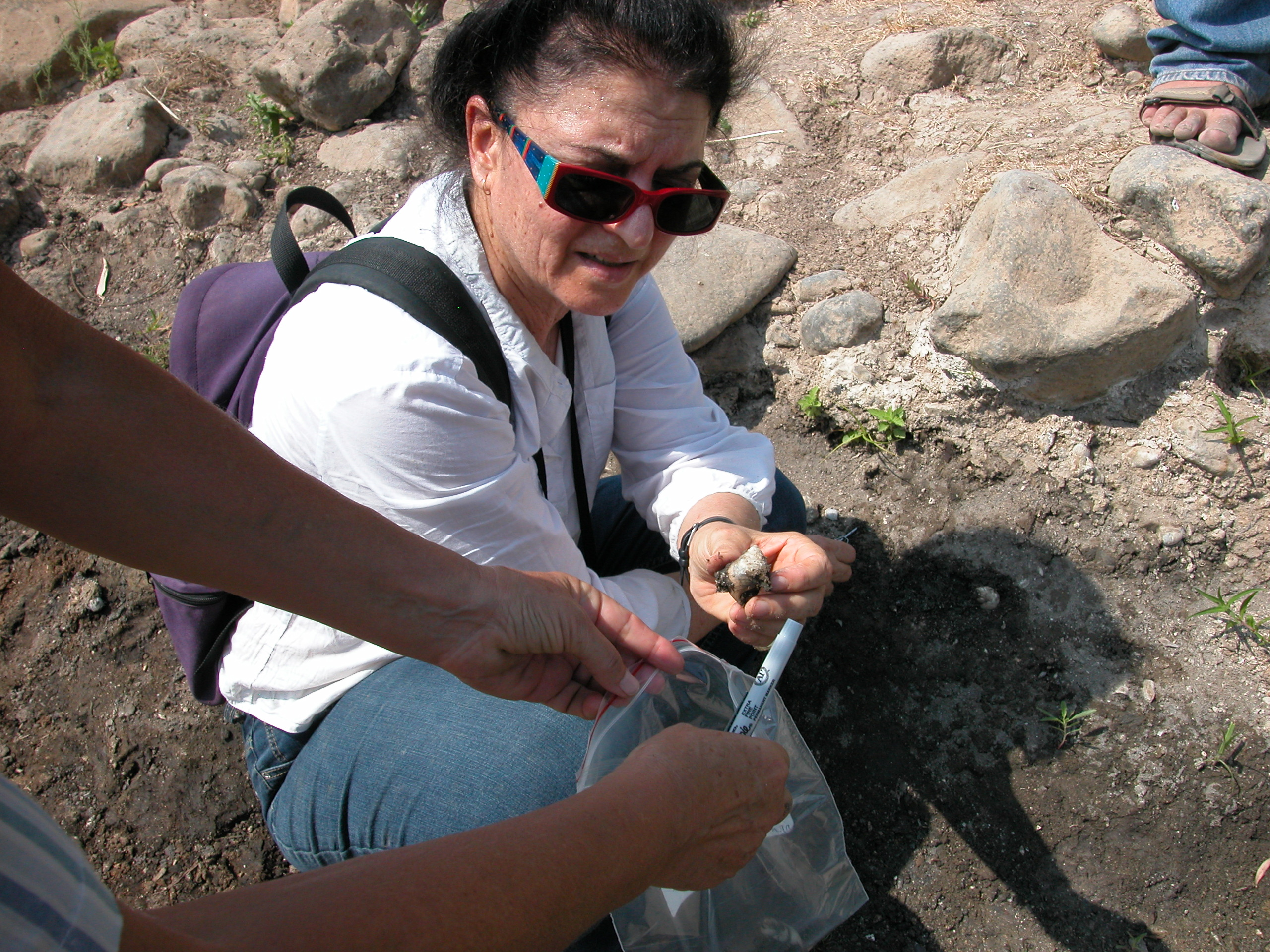
Naʿama Goren-Inbar in der archäologischen Fundstelle Gescher Bnot Jaʿaqov, 1999

Naʿama Goren-Inbar (hebräisch נַעֲמָה גּוֹרֶן-עִנְבָּר Naʿamah Gōren-ʿInbar; * 20. Juli 1948 in Jerusalem) ist eine israelische Archäologin und Paläontologin. In Fachkreisen bekannt wurde sie vor allem aufgrund der von ihr entdeckten Venus von Berekhat Ram sowie den von ihr initiierten und geleiteten Ausgrabungen im Gebiet des Fundplatzes Gescher Bnot Jaʿaqov im nördlichen Jordangraben.

## Leben

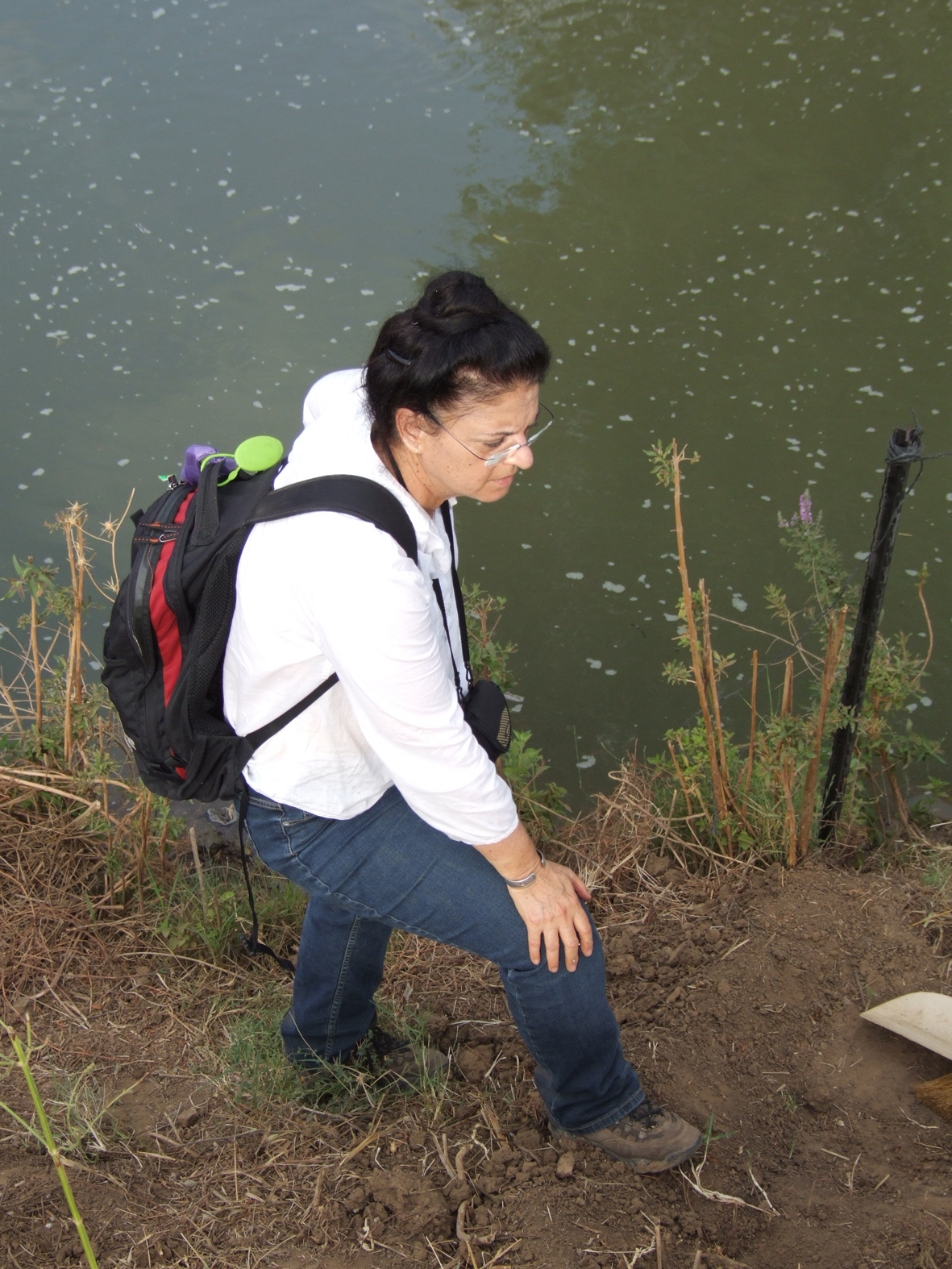
Naʿama Goren-Inbar am Ufer des Jordan, 2007

Naʿama Goren-Inbar wurde 1948 als Tochter von Rachel und Yaʿakov Goren in Jerusalem geboren. Nachdem sie den Militärdienst in der israelischen Armee abgeleistet hatte, studierte sie Archäologie an der Hebräischen Universität Jerusalem, wo sie 1981 in der Arbeitsgruppe von Ofer Bar-Yosef den Doktorgrad (Ph.D.) erwarb. In ihrer Dissertation befasste sie sich mit den im Jordantal südlich des See Genezareth aus der Fundstätte ʿUbeidiya geborgenen Steinwerkzeugen des Homo erectus aus der Epoche des Acheuléen. Im Anschluss an ihr Doktorat wechselte sie an die University of California, Berkeley, und schloss sich dort als Postdoc der Arbeitsgruppe von Glynn Isaac an. Ab 1984 war sie wieder an der Hebräischen Universität tätig. 1992 wurde sie dort als Associate Professor und 1997 als ordentliche Professorin für Archäologie berufen. Von 2002 bis 2005 war sie die Leiterin des Archäologischen Instituts der Hebräischen Universität.

## Forschungsthemen
Bereits während ihres Studiums nahm Naʿama Goren-Inbar an Ausgrabungen im Gebiet der altpaläolithischen Fundstätte ʿUbeidiya teil, die als ältester archäologischer und paläontologischer Beleg für die Anwesenheit von Vertretern der Gattung Homo in Israel gilt. Weitere Stationen ihrer Ausbildung waren die Hayonim-Höhle im westlichen Galiläa, archäologische Fundstätten im Norden der Sinai-Halbinsel und ethnographische Studien im Süd-Sinai.
Ende der 1970er-Jahre erforschte sie die Fundstätte HaLaschon in Südisrael, 1981/82 die Fundstätte Brechat Ram im Norden von Israel auf den Golanhöhen (beide aus dem Acheuléen). Die archäologisch bedeutsamen Schichten von Brechat Ram konnten mit Hilfe der Argon-Argon-Methode auf ein Alter von 800.000 bis 233.000 Jahren vor heute datiert werden, da sie zwischen mehreren Basaltlagen vulkanischen Ursprungs eingebettet sind. Im Sommer 1981 entdeckte Goren-Inbar hier die sogenannte Venus von Berekhat Ram, deren Alter rund 280.000 bis 250.000 Jahre beträgt. Diese mutmaßliche Venusfigurine gehört zu den wenigen Objekten, die von einem Teil der Urgeschichtler als altpaläolithische Kleinkunst anerkannt werden. Von 1982 bis 1985 leitete Goren-Inbar die Ausgrabungen im Bereich einer mittelpaläolithischen Fundstätte bei Quneitra, im Norden der Golanhöhen unweit der syrisch-israelischen Grenze. Neben zahlreichen Steinwerkzeugen und Tierknochen gilt ein rund 55.000 Jahre alter Feuerstein mit eingravierten konzentrischen Kreisen als einer der wenigen Belege für ein Kunstwerk aus dem Mittelpaläolithikum der Levante.
Im Jahr 1989 begann das Team von Naʿama Goren-Inbar mit den Ausgrabungen in Gescher Bnot Jaʿaqov, südlich des Naturschutzgebiets Chulaebene am Ufer des Jordan. Zwischen 1989 und 1997 gab es insgesamt sieben Grabungskampagnen im Bereich dieser rund 780.000 Jahre alten Fundstätte. Zu den ersten Funden gehörte 1989 der Schädel eines Europäischen Waldelefanten (Palaeoloxodon antiquus) mit Schnittspuren, die als Beleg interpretiert wurden, dass die seinerzeit dort lebenden Menschen bereits das Fleisch großer Tiere zerlegen konnten. Später wurden zudem Hinweise auf das wiederholte Zerlegen von Damwild gefunden. Entdeckt wurden ferner zahlreiche, unterschiedlich geformte Steinwerkzeuge.
Beachtung in Fachkreisen fand ferner die im Jahr 2004 in der Fachzeitschrift Science berichtete Entdeckung, dass in Gescher Bnot Jaʿaqov an mehreren Stellen 790.000 Jahre alte Reste von verbrannten Samen, von verbranntem Holz und von stark erhitzten Steinen entdeckt worden waren. Interpretiert wurden die Funde als Überreste von Feuerstellen. 2008 und 2017 wurde ergänzend berichtet, der Gebrauch von Feuer sei an diesem Ort kein Einzelfall gewesen. Anhand von einstmals erhitzten Steinen habe man nachweisen können, dass dies wiederholt und zu unterschiedlichen Zeiten geschehen sei.

## Ehrungen
2014 wurde Naʿama Goren-Inbar der israelische EMET-Preis zugesprochen, 2016 wurde sie in die Israelische Akademie der Wissenschaften aufgenommen.

## Schriften (Auswahl)

### Bücher zur FundstätteGescher Bnot Jaʿaqov
- Naʿama Goren-Inbar, Ella Werker und Craig S Feibel: The Acheulian Site of Gesher Benot Yaʿaqov, Israel. Volume I: The Wood Assemblage. Oxbow Books, Oxford 2002, ISBN 978-1-84217072-4.
- Nira Alperson-Afil und Naʿama Goren-Inbar: The Acheulian Site of Gesher Benot Yaʿaqov. Volume II: Ancient Flames and Controlled Use of Fire. Springer, Dordrecht 2010, ISBN 978-90-481-3764-0.
- Rivka Rabinovich, Sabine Gaudzinski-Windheuser, Lutz Kindler und Naʿama Goren-Inbar: The Acheulian Site of Gesher Benot Yaʿaqov. Volume III: Mammalian Taphonomy. The Assemblages of Layers V-5 and V-6. Springer, Dordrecht 2012, ISBN 978-94-007-2158-6.
- Naʿama Goren-Inbar, Nira Alperson-Afil, Gonen Sharon und Gadi Herzlinger: The Acheulian Site of Gesher Benot Yaʿaqov. Volume IV: The Lithic Assemblage. Springer, Cham 2018, ISBN 978-3-319-74050-8.

### Als Herausgeberin
- Naʿama Goren-Inbar und John D. Speth (Hrsg.): Human Paleoecology in the Levantine Corridor. Oxbow Books, Oxford 2004, ISBN 978-1-84217155-4.
- Naʿama Goren-Inbar und Gonen Sharon (Hrsg.): Axe Age: Acheulian Tool-making from Quarry to Discard. Equinox, London 2006, ISBN 978-1-84553138-6.
- Naʿama Goren-Inbar und Baruch Spiro (Hrsg.): Early-Middle Pleistocene palaeoenvironments in the Levant. In: Journal of Human Evolution. Band 60, Nr. Nr. 4, 2011, S. 319–522, Themenübersicht

### Artikel in Fachzeitschriften
- Shmuʾel Belitzky, Naʿama Goren-Inbar und Ella Werker: A Middle Pleistocene wooden plank with man-made polish. In: Journal of Human Evolution. Band 20, Nr. 4, 1991, S. 349–353, doi:10.1016/0047-2484(91)90015-N.
- Naʿama Goren-Inbar et al.: An Acheulian biface assemblage from the site of Gesher Benot Yaʿaqov, Israel: Indications of African Affinities. In: Journal of Field Archaeology. Band 23, Nr. 1, 1996, S. 15–30, doi:10.1179/009346996791974007.
- Naʿama Goren-Inbar et al.: Nuts, nut cracking, and pitted stones at Gesher Benot Yaʿaqov, Israel. In: PNAS. Band 99, Nr. 4, 2002, S. 2455–2460, doi:10.1073/pnas.032570499.
- Nira Alperson-Afil und Naʿama Goren-Inbar: Out of Africa and into Eurasia with controlled use of fire: Evidence from Gesher Benot Yaʿaqov, Israel. In: Archaeology, Ethnology and Anthropology of Eurasia. Band 28, 2006, S. 63–78, doi:10.1134/S1563011006040086.
- Nira Alperson-Afil, Daniel Richter und Naʿama Goren-Inbar: Phantom hearths and the use of fire at Gesher Benot Yaʿaqov, Israel. In: PaleoAnthropology. 2007 S. 1–15, Volltext (PDF).
- Nira Alperson-Afil, Gonen Sharon, Mordechai Kislev [...] und Naʿama Goren-Inbar: Spatial organization of hominin activities at Gesher Benot Yaʿaqov, Israel. In: Science. Band 326, Nr. 5960, 2009, S. 1677–1680. doi:10.1126/science.1180695.
- Naʿama Goren-Inbar: Culture and cognition in the Acheulian industry: a case study from Gesher Benot Yaʿaqov. In: Philosophical transactions of the Royal Society. Series B, Biological sciences. Band 366, Nr. 1567, 2011, S. 1038–1049, doi:10.1098/rstb.2010.0365.
- Naʿama Goren-Inbar, Yoʾel Melamed, Irit Zohar, Kumar Akhilesh und Shanti Pappu: Beneath Still Waters – Multistage Aquatic Exploitation of Euryale ferox (Salisb.) during the Acheulian. In: Internet Archaeology. Nr. 37, 2014, doi:10.11141/ia.37.1.
- Gadi Herzlinger, Sonia Pinsky und Naʿama Goren-Inbar: A note on handaxe knapping products and their breakage taphonomy: An experimental view. In: Journal of Lithic Studies. Band 2, Nr. 1, 2015, S. 65–82, doi:10.2218/jls.v2i1.1295, Volltext.
- Naʿama Goren-Inbar, Gonen Sharon, Nira Alperson-Afil, und Gadi Herzlinger: A new type of anvil in the Acheulian of Gesher Benot Yaʿaqov, Israel. In: Philosophical transactions of the Royal Society. Series B, Biological sciences. Band 370, Nr. 1682, 2015, doi:10.1098/rstb.2014.0353.

## Belege
1. ↑  Ofer Bar-Yosef und Naʿama Goren-Inbar: The lithic assemblages of ʿUbeidiya: A lower palaeolithic site in the Jordan Valley, Qedem. Institute of Archaeology, Hebrew University of Jerusalem, Jerusalem 1993, doi:10.2307/43587057.
2. ↑  Naʿama Goren-Inbar: A figurine from the Acheulian site of Berekhat Ram. In: Mi’Tekufat HaʾEven (Journal of the Israel Prehistoric Society). Band 19, 1986, S. 7–12, doi:10.2307/23373142.
Naʿama Goren-Inbar und Sergiu Peltz: Additional remarks on the Berekhat Ram figurine. In: Rock Art Journal. Band 12, 1995, S. 153–154.
3. ↑  Naʿama Goren-Inbar: Quneitra: A Mousterian Site on the Golan Heights. Qedem-Monographs of the Institute of Archaeology, Nr. 31. The Hebrew University of Jerusalem, Jerusalem 1990, doi:10.2307/43588726.
4. ↑  Naʿama Goren-Inbar et al.: Pleistocene Milestones on the Out-of-Africa Corridor at Gesher Benot Yaʿaqov, Israel. In: Science. Band 289, Nr. 5481, 2000, S. 944–947, doi:10.1126/science.289.5481.944
5. ↑  Naʿama Goren-Inbar et al.: A butchered elephant skull and associated artifacts from the Acheulian site of Gesher Benot Yaʿaqov, Israel. In: Paléorient. Band 20, Nr. 1, 1994, S. 99–112, doi:10.3406/paleo.1994.4604.
6. ↑  Rivka Rabinovich, Sabine Gaudzinski-Windheuser und Naʿama Goren-Inbar: Systematic butchering of fallow deer (Dama) at the early middle Pleistocene Acheulian site of Gesher Benot Yaʿaqov (Israel). In: Journal Of Human Evolution. Band 54, Nr. 1, 2008, S. 134–149, doi:10.1016/j.jhevol.2007.07.007.
7. ↑  Naʿama Goren-Inbar: Culture and cognition in the Acheulian industry: a case study from Gesher Benot Yaʿaqov. In: Philosophical Transactions of the Royal Society B: Biological Sciences. Band 366, Nr. 1567, 2011, 1038–1049, doi:10.1098/rstb.2010.0365.
8. ↑  Naʿama Goren-Inbar et al.: Evidence of Hominin Control of Fire at Gesher Benot Yaʿaqov, Israel. In: Science. Band 304, Nr. 5671, 2004, S. 725–727, doi:10.1126/science.1095443.
9. ↑  Nira Alperson-Afil: Continual fire-making by Hominins at Gesher Benot Yaʿaqov, Israel. In: Quaternary Science Reviews. Band 27, Nr. 17–18, 2008, S. 1733–1739, doi:10.1016/j.quascirev.2008.06.009. 
Fire out of Africa: A key to the migration of prehistoric man. Auf: eurekalert.org vom 26. Oktober 2008.
Excavation Sites Show Distinct Living Areas Early in Stone Age. Auf: nytimes.com vom 21. Dezember 2009.
10. ↑  Nira Alperson-Afil, Daniel Richter und Naʿama Goren-Inbar: Evaluating the intensity of fire at the Acheulian site of Gesher Benot Yaʿaqov—Spatial and thermoluminescence analyses. In: PLoS ONE. 12(11): e0188091, doi:10.1371/journal.pone.0188091.
11. ↑  Eintrag Prof. Naʿama Goren-Inbar auf der Website der Israelischen Akademie der Wissenschaften.

| Personendaten    | Personendaten                             |
| ---------------- | ----------------------------------------- |
| NAME             | Goren-Inbar, Naama                        |
| ALTERNATIVNAMEN  | Goren-Inbar, Naʿama                       |
| KURZBESCHREIBUNG | israelische Archäologin und Paläontologin |
| GEBURTSDATUM     | 20. Juli 1948                             |
| GEBURTSORT       | Jerusalem, Israel                         |